# Norwalk (Connecticut)
Norwalk je město ve Spojených státech amerických Nachází se v okrese Fairfield County ve státě Connecticut. Ve městě žije přibližně 91 tisíc obyvatel a jeho rozloha činí 94,2 km². Město 26. února 1640 založil osadník Roger Ludlow. Je šestým nejlidnatějším městem ve státě Connecticut a leží na pobřeží zálivu Long Island Sound.
Sousedními obcemi sídla jsou Wilton, Westport, New Canaan a Darien. Své sídlo zde mají společnosti Xerox, Priceline.com a GE Capital.

## Doprava
Městem procházejí silnice U.S. Route 7 a U.S. Bicycle Route 7.

## Rodáci
- Matt Harding (* 1976) – americký herní vývojář
- Daniel Thomas Barry (* 1953) – americký kosmonaut
- Lynsey Addario (* 1973) – americká fotožurnalistka
- John Simon (hudební producent) (* 1941) – americký hudebník, producent a skladatel
- Horace Silver (1928–2014) – americký jazzový pianista a skladatel
- George P. Smith (* 1941) – americký biochemik, nositel Nobelovy ceny za chemii
- Roger Stone (* 1952) – americký politický konzultant a lobbista
- Charli D'Amelio (* 2004) – americká influencerka
- Dixie D'Amelio (* 2001) – americká influencerka a zpěvačka